# أويو رومز

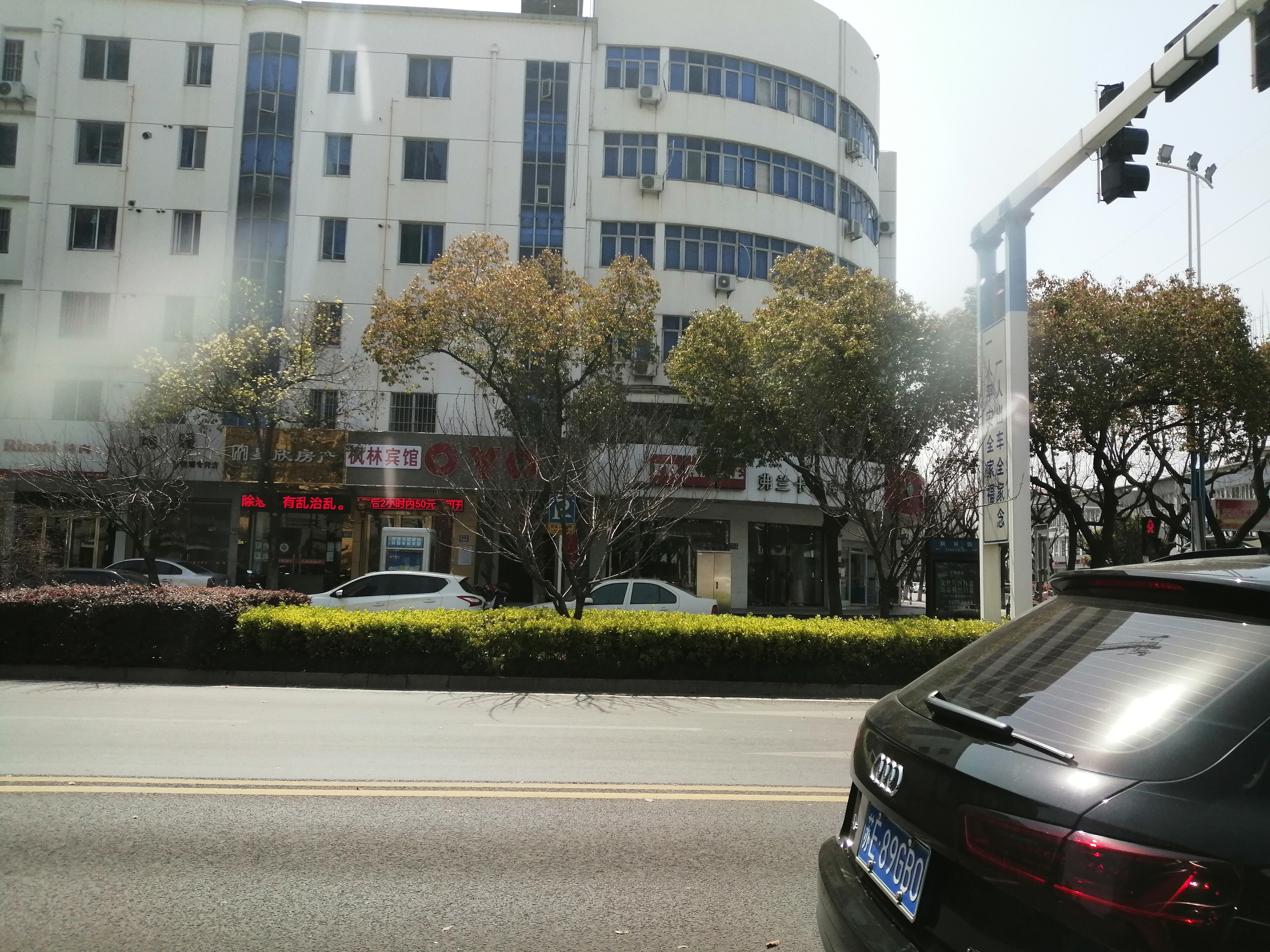
أويو في تشانغشو، جيانغسو، الصين

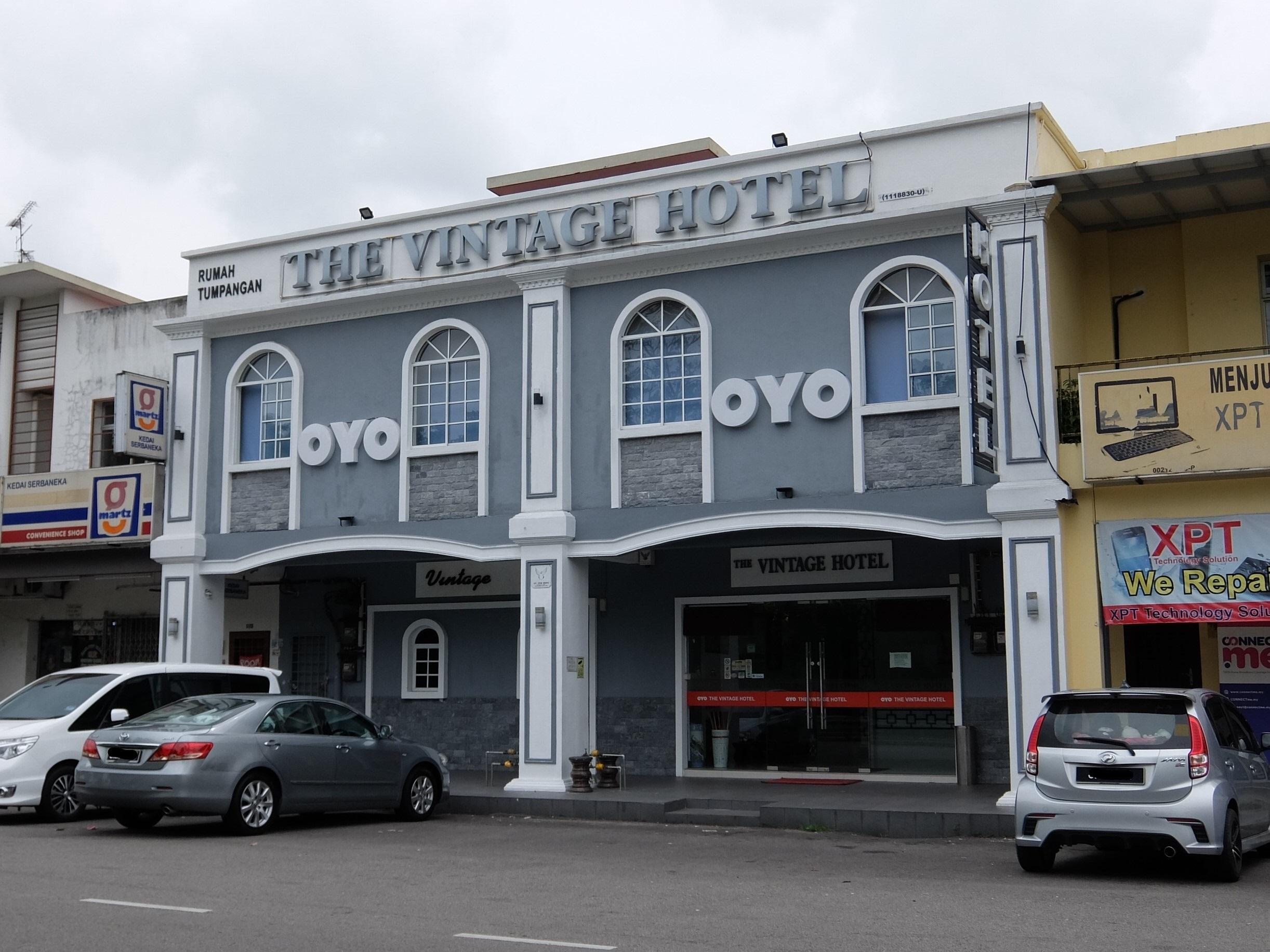
فندق أويو في جوهور ، ماليزيا

أويو رومز (حرفيا: غرف أويو) (المصممة باسم OYO)، والمعروفة أيضًا باسم «فنادق ومنازل أويو» (Oyo Hotels & Homes)، هي سلسلة ضيافة هندية من الفنادق والمنازل وأماكن المعيشة المؤجرة والامتياز. تأسست في عام 2013 بواسطة ريتيش أغاروال ، كانت أويو تتكون أساسًا من الفنادق ذات الميزانية المحدودة. بدء توسيع التشغيل على الصعيد العالمي مع آلاف الفنادق، بيوت العطلات والملايين من الغرف في الهند، ماليزيا، الإمارات العربية المتحدة، نيبال، الصين، البرازيل، المكسيك، المملكة المتحدة، الفلبين، اليابان، السعودية، سري لانكا،  إندونيسيا وفيتنام والولايات المتحدة وأكثر..
يشمل مستثمرو الشركة مجموعة سوفت بنك و(Greenoaks Capital) و(Sequoia India) و(Lightspeed India) و( Hero Enterprise) و إير بي إن بي و (China Lodging Group).

## روابط خارجية
الموقع الرسمي